# Bláznivý Petříček
Bláznivý Petříček (ve francouzském originále Pierrot le fou) je francouzský hraný film, který natočil režisér Jean-Luc Godard volně podle knihy Obsession od amerického spisovatele Lionela Whita.

## Příběh
Petříček (Pierrot, Jean-Paul Belmondo), který se ve skutečnosti jmenuje Ferdinand, je znechucen z života s nudnou italskou manželkou a společně s dávnou milenkou Marianne (Anna Karina) prchá před konvencemi francouzské smetánky, nudným životem i závazky. Začne si psát deník a společně se svou novou múzou prchají na francouzskou riviéru. Cesta za svobodou je provázena ukradenými auty, penězi a několika mrtvolami. Po cestě se ale ztratí navzájem jeden druhému. Marianne se v přístavu setkává se svým bratrem Fredem (Dirk Sanders), který je zapleten do obchodu se zbraněmi, a ze kterého se vyklube její milenec. Tragický konec doprovází tragickou lásku plnou nepochopení a nedorozumění.

## Produkce
Do filmu byli obsazeni Jean-Paul Belmondo a režisérova manželka Anna Karina, ačkoliv původně plánoval Godard oslovit Richarda Burtona. V cameo roli se zde představil Samuel Fuller a dále ve snímku hráli například Henri Attal, Dominique Zardi, Raymond Devos a Jean-Pierre Léaud (scéna v kině). Jeho kameramanem byl dlouhodobý spolupracovník Raoul Coutard, hudbu složil Antoine Duhamel. Snímek byl natáčen na francouzské riviéře kolem města Nice a v Paříži.

## Filmový styl
Stejně jako většina předchozích a všechny následující, je i Bláznivý Petříček politickým filmem s řadou odkazů na válku ve Vietnamu, nebo válku v Alžíru. Jedná se o koláž či pamflet s prvky dramatu, road movie, milostného příběhu i kriminálního filmu s jasně levicovým vyzněním. Godard využívá výrazných barev, ostrých střihů, diskontinuální zvukové stopy, často pracuje s textem, písmem, nápisy a volnými asociacemi (např. na firmu Total). Postavy často vystupují ze svých rolí, mluví k divákovi a jednají expresivně až iracionálně. Film je plný referencí a odkazů na literaturu či jiná filmová a umělecká díla (Diega Velasqueze, Jeana Renoira, Honoré de Balzaca a dalších). Patří mezi jedno z vrcholných děl francouzské nové vlny.

## Uvedení
Uveden byl v roce 1965 a ve Francii jej vidělo 1 310 579 diváků, což z něj v této zemi dělalo patnáctý nejsledovanější film roku 1965. Snímek byl vybrán jako francouzský adept na nominaci na Oscara za nejlepší cizojazyčný film, ale do výsledné užší nominace se nedostal. V Československu byl Bláznivý Petříček uveden v prosinci 1966 jako předpremiéra v rámci Týdne francouzských filmů.

## Kulturní odkazy
V Městském divadle v Jablonci a později v divadle La Fabrika byl snímek zinscenován do podoby divadelního představení s Vojtěchem Dykem a Tatianou Dykovou v hlavních rolích.